# Гай Требоній
Гай Требоній лат. (Gaius Trebonius; між 92 до н. е. та 90 до н. е. — 43 до н. е.) — політичний та військовий діяч пізньої Римської республіки, консул-суфект 45 року до н. е.

## Життєпис
Походив з роду вершників Требоніїв. Син Гая Требонія. 
У 59 до н. е. його обрано квестором. Вступав проти факту переходу Клавдія Пульхра до стану плебеїв.
У 55 до н. е. став народним трибуном. Був прихильником Першого тріумвірату. Під час своєї каденції провів закон щодо розширення повноважень Гая Юлія Цезаря у Галлії, передачі Марку Ліцинію Крассу як провінції Сирії, а Гнею Помпею Великому — Ближньої та Дальньої Іспаній.
У 54 до н. е. як легат відзначився під час Галльської війни, під час другого походу до Британії.
З початком громадянської війни між Гаєм Цезарем та Гнеєм Помпеєм підтримав першого.
У 49 до н. е. підкорив м. Масилію.
У 48 до н. е. його обрано міським претором. Допоміг Цицеронові повернутися до Риму. Значний час своєї каденції ворогував з претором у справах іноземців Марком Целієм Руфом.
У 47 до н. е. очолив армію цезаріанців в Іспанії, проте не досяг успіху. Тому у 46 до н. е. повернувся до Риму.
У 45 до н. е. став консулом-суфектом.
Брав участь у змові проти Цезаря у 44 до н. е. Саме Требоній затримав Марка Антонія перед входом до сенату.
У 43 до н. е. сенат як проконсулу надав у керування Гаю Требонію провінцію Азію. Тут почав збирати гроші та війська для Марка Брута та Гая Лонгіна. Того ж року був вбитий за наказом Публія Корнелія Долабелли за те, що Требоній відмовив Корнелію у вході до Смірни.